# Brownell, Kansas
Brownell là một thành phố thuộc quận Ness, tiểu bang Kansas, Hoa Kỳ. Năm 2010, dân số của xã này là 29 người.

## Dân số
Dân số các năm:
- Năm 2000: 48 người
- Năm 2010: 29 người